# Morpho thoosa
Morpho thoosa är en fjärilsart som beskrevs av Bernard Bryan Smyth 1903. Morpho thoosa ingår i släktet Morpho och familjen praktfjärilar. Inga underarter finns listade i Catalogue of Life.